# Odersbach
Odersbach is een dorpje in de Duitse stad Weilburg. Het dorp telt 1116 inwoners.
Odersbach ligt in het Landkreis Limburg-Weilburg aan de rivier de Lahn.

## Geschiedenis
In een geschrift uit 881, bewaard in de Abdij van Prüm, wordt Odersbach voor het eerst beschreven als 'Odinesbach'.
Odersbach behoorde tot 1773 tot Nassau-Dillenburg (dit betekent tot het Vorstendom Nassau-Oranje), daarna aan Nassau-Weilburg. 1806 de opname in het nieuwe hertogdom Nassau.

## Toerisme
Het dorp heeft een jeugdherberg, een openluchtzwembad en een drukbezocht kampeerterrein. 

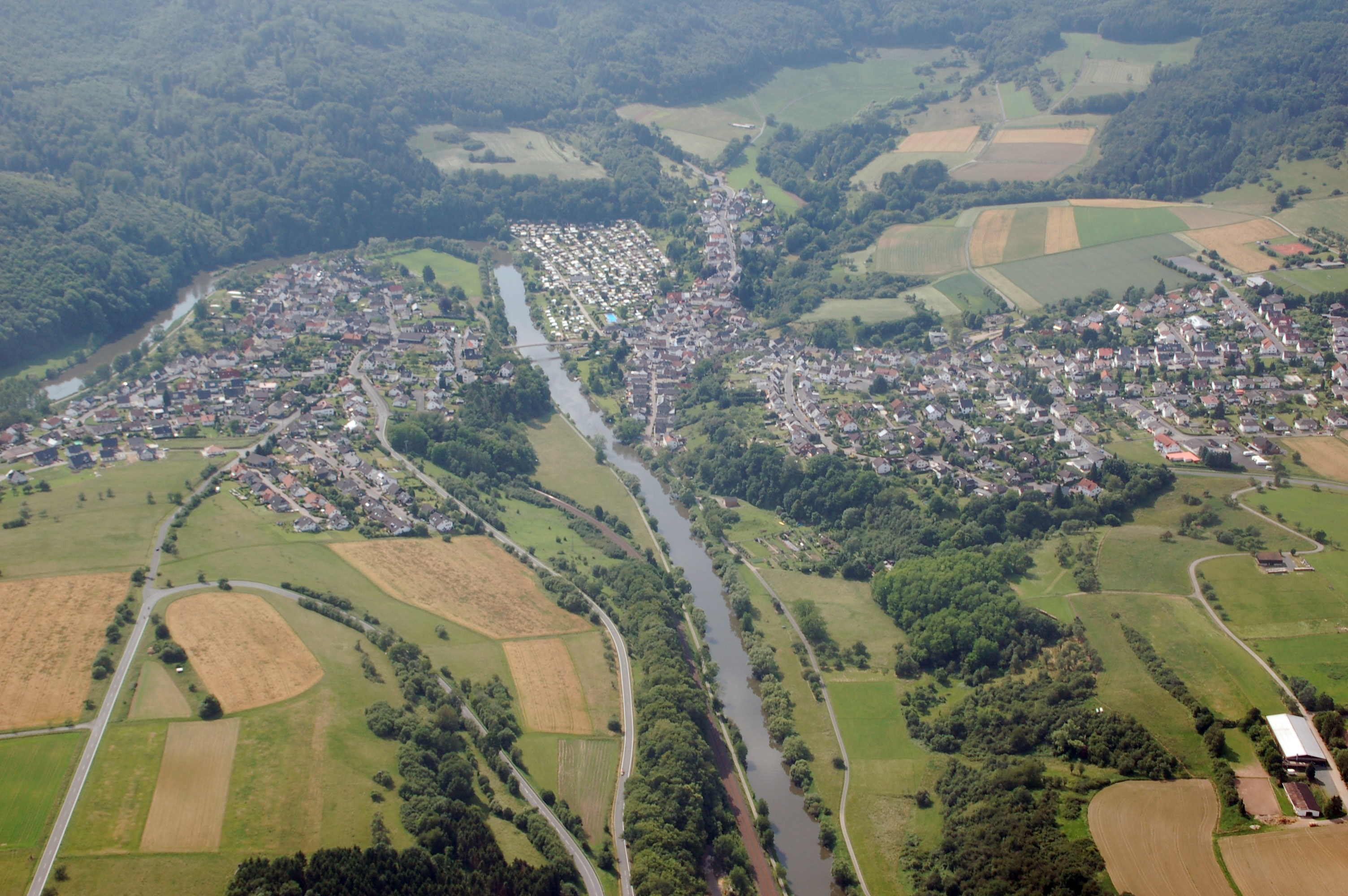
Odersbach aan de rechterkant van de Lahn